# La Trilogie Nikopol
La Trilogie Nikopol est un ensemble de trois bandes dessinées réalisées par Enki Bilal entre 1980 et 1993.
Cette trilogie comprend La Foire aux immortels, La Femme piège et Froid Équateur. Histoire mêlant science-fiction et poésie, elle met en scène les aventures de Horus d'Hiéraknopolis, un dieu rebelle qui échappe à la tutelle des siens et intervient dans la vie des humains, d'Alcide Nikopol, contestataire parisien fanatique de Baudelaire en provenance du passé, ainsi que de son fils, du même âge que lui, de Paris à Équateur-City (Afrique centrale) en passant par Berlin.
La trilogie Nikopol a incontestablement contribué à renouveler la bande dessinée des années 1980.
Poétique, drôle, surréaliste, elle a aussi inspiré le film Immortel, ad vitam, réalisé par Enki Bilal, et le jeu vidéo Nikopol : la Foire aux immortels, réalisé par le studio White Birds Productions sous sa supervision.
Dans Froid Équateur, le personnage se livre à une compétition de chessboxing. Depuis qu'Enki Bilal a introduit l'idée dans une bande dessinée de fiction, la discipline a été expérimentée dans la réalité.